# 西尔西
西尔西（Sirsi），是印度卡纳塔克邦Uttara Kannada县的一个城镇。总人口58711（2001年）。

## 人口
该地2001年总人口58711人，其中男性29824人，女性28887人；0—6岁人口6813人，其中男3460人，女3353人；识字率79.10%，其中男性为82.42%，女性为75.67%。